# Reconnaissance préalable de culpabilité en procédure pénale française
En France, la comparution sur reconnaissance préalable de culpabilité (CRPC), également appelée « plaider coupable », permet au procureur de la République de proposer dans le cadre d'une procédure pénale, directement et sans procès, une ou plusieurs peines à une personne qui reconnaît les faits qui lui sont reprochés. Si la personne conteste les faits ou la peine proposée, le procureur peut alors saisir le tribunal correctionnel. 
Cette procédure a été créée par la loi du 9 mars 2004 portant adaptation de la justice aux évolutions de la criminalité, dite « Loi Perben II » et introduite aux articles 495-7 à 495-16 et 520-1 du Code de procédure pénale et doit, dans l'esprit du législateur, éviter la lourdeur d'un examen en audience lorsqu'une enquête n'est pas utile. Elle constitue néanmoins, aux yeux de praticiens, une atteinte aux droits de la défense et à la possibilité pour chacun d’être jugé avec une nécessaire sérénité.
En 2018, 78 718 affaires pénales ont été traitées dans le cadre d'une CRPC parmi les 630 562 affaires renvoyées devant le tribunal correctionnel.

## Conditions
La procédure est applicable aux délits punis d'une peine d'amende, ou d'une peine d'emprisonnement inférieure ou égale à 5 ans.
La loi du 13 décembre 2011 modifie l'article 495-7 du code de procédure pénale, il n'y a plus de quantum de peine pour la CRPC sauf cas d'atteinte volontaire ou involontaire à l'intégrité physique ou agression sexuelle en cas d'emprisonnement d'au moins 5 ans.
Par exemple :
- violences ayant entraîné une incapacité totale de travail (ITT) inférieure ou égale à huit jours, ou n'ayant entraîné aucune ITT, commises sur un conjoint ou un concubin (3 ans)
- violences ayant entraîné une ITT de plus de 8 jours (3 ans)
- violences ayant entraîné une ITT de plus de 8 jours avec circonstances aggravantes (sur conjoint, concubin, mineur de 15 ans[4].) (5 ans)
- agressions sexuelles autres que le viol sans circonstances aggravantes (5 ans), etc.

Certains délits ne sont pas concernés : les délits de presse, les homicides involontaires.
L'auteur doit être majeur et reconnaître les faits.

## Peines possibles
Le procureur de la République peut proposer à l'auteur des faits une peine d'emprisonnement dont la durée ne peut être supérieure à 3 ans (depuis la loi du 23 mars 2019), ni excéder la moitié de la peine encourue ; elle peut être assortie en tout ou partie du sursis.
Le montant de l'amende ne peut être supérieur à l'amende maximum légalement encourue compte tenu du principe constitutionnel de la légalité des infractions et des peines. Elle peut être assortie du sursis.

## Procédure

### Mise en œuvre
Elle peut être mise en œuvre dans les cas suivants :
- à l'initiative du parquet : la comparution avec reconnaissance préalable de culpabilité peut être proposée lors du déferrement de l'auteur (c'est-à-dire lorsqu’il est présenté au procureur à l’issue de sa garde à vue) ou par courrier avec une date de convocation.

- sur demande de l'intéressé ou de son avocat : la demande se fait par lettre recommandée avec accusé de réception dans laquelle l'auteur indique qu'il reconnaît les faits. Le parquet n'est pas tenu de donner une suite favorable à cette demande. Il n'est pas tenu d'en aviser le prévenu ou son avocat.

### Déroulement
Le procureur de la République recueille la reconnaissance de culpabilité de l'auteur en présence de l'avocat. 
- La présence de l'avocat est obligatoire ; l'auteur ne peut renoncer à son droit d'être assisté. L'avocat est soit choisi par l'intéressé, soit désigné par le bâtonnier de l'ordre des avocats.
- Le procureur propose l'exécution d'une ou plusieurs peines déterminées. Il lui propose également la réparation des dommages causés à la victime par l'infraction.
- L'intéressé peut s'entretenir avec son avocat hors de la présence du procureur de la République avant de faire connaître sa décision. Il peut demander un délai de réflexion de 10 jours avant de faire connaître sa réponse : refus ou acceptation des peines proposées.

### Réponse à la proposition de peine
Acceptation de la ou des peines proposées : dans ce cas la personne est présentée devant le président du Tribunal de grande instance, ou un juge délégué, saisi par le procureur d'une demande d'homologation. Le président ou le juge délégué entend la personne et son avocat en audience publique. 
- en cas d'homologation : le président du TGI ou le juge délégué statue le jour même par ordonnance motivée. La motivation de l'ordonnance repose d'une part sur la reconnaissance des faits et l'acceptation par l'auteur de la peine proposée, d'autre part sur le fait que les peines sont justifiées au regard des circonstances de l'infraction et de la personnalité de son auteur.
- en cas de refus d'homologation : le procureur de la République saisit le tribunal correctionnel ou demande l'ouverture d'une information judiciaire (voir : juge d'instruction).

Si l'intéressé demande à bénéficier du délai de 10 jours pour donner sa réponse : il est mis sous contrôle judiciaire, ou en détention provisoire (uniquement si la peine principale proposée est une peine d’emprisonnement ferme d’une durée supérieure à 2 mois et qu’ait été requise sa mise en exécution immédiate) jusqu'à nouvelle comparution devant le procureur de la République.
Si la personne refuse : elle est présentée devant la juridiction de jugement en comparution immédiate, ou convoquée pour une comparution ultérieure devant le tribunal.

## Droits de la victime
- Si la victime est connue, elle est avisée de la mise en œuvre de la procédure de "plaider-coupable". Son information se fait par tout moyen et sans délai. Elle est invitée à comparaître devant le juge en même temps que l'auteur des faits, accompagnée le cas échéant par son avocat, pour se constituer partie civile et demander réparation de son préjudice.

- Si la victime n'a pu se constituer partie civile, le procureur de la République l'informe de son droit de lui demander de citer l'auteur devant le tribunal correctionnel (voir : citation directe). Elle devra être avisée de la date de l'audience afin de pouvoir se constituer partie civile. Le tribunal statue sur les intérêts civils.

## Effets de l'ordonnance d'homologation
L'ordonnance a les mêmes effets qu'un jugement, elle est immédiatement exécutoire.
- Il peut être fait appel de cette ordonnance par l'intéressé ou par le parquet. La cour d'appel ne peut prononcer une peine plus élevée que celle homologuée par le juge.
- Quand la peine homologuée est une peine d'emprisonnement ferme, la personne est soit immédiatement incarcérée, soit convoquée devant le juge d'application des peines.
- La victime peut faire appel mais uniquement sur ses intérêts (montant des dommages- intérêts).

Il est important de préciser qu'il est dressé procès-verbal des formalités accomplies dans le cadre de cette procédure. La procédure est nulle à défaut d'accomplissement de cette formalité. Ce procès verbal ne peut être transmis à la juridiction d'instruction ou de jugement lorsque la personne n'a pas accepté les peines proposées, ou en cas de refus d'homologation par le juge. On ne peut pas faire état des déclarations qui ont été faites ou des documents qui ont été remis au cours de cette procédure

## Critiques
François Desprez adresse en 2006 plusieurs critiques à la procédure de CRPC. Il considère notamment que « ce nouveau mode de jugement des délits bouleverse l’économie du procès pénal » car le ministère public y joue un rôle décisif, au détriment du juge du siège. Ainsi, « cette procédure tend à remettre en cause la séparation des fonctions de poursuite et de jugement. Le procureur, en choisissant cette voie procédurale, établit une peine avec le prévenu, le juge du siège se contentant d’homologuer ». François Desprez y voit une orientation sécuritaire de la politique criminelle, qui mettrait en avant deux maillons de la justice : le parquet et la police.
Par ailleurs, la procédure valorise selon lui de façon excessive l'aveu comme moyen de preuve, au détriment de la recherche de la vérité. Ainsi, la CRPC participerait « d’un mouvement de réforme de la procédure pénale uniquement gouverné par les dogmes de gestion des flux et de gain de temps au détriment des principes fondamentaux du procès pénal ».
Travaillant à estimer l'équité de la procédure de plaider-coupable, Lydie Ancelot et Myriam Doriat-Duban rappellent en 2010 d'une part que la probabilité que des innocents soient condamnés est en premier lieu conditionnée au budget dont dispose le procureur ; d'autre part que la peine du prévenu est plus élevée si son avocat est rémunéré forfaitairement plutôt qu’au temps passé. En s'intéressant spécifiquement à la procédure de CRPC dans le cadre de trois tribunaux d'instance, elles indiquent que « le lieu de comparution du prévenu joue un rôle fondamental dans le prononcé d’une peine privative de liberté plutôt que non privative de liberté. Inversement et contrairement aux débats soulevés depuis la mise en place de la CRPC, rien ne nous permet, au regard des résultats obtenus, de conclure à l’iniquité de la CRPC selon le type de l’avocat ou le niveau de ressources du prévenu ».
Le Monde indique en 2024 que la CRPC, comme la Convention judiciaire d'intérêt public, sont devenues un outil incontournable de la réponse pénale à la corruption et à la fraude fiscale. Cependant, le dispositif reste très discuté : il est d'une part au service de l’efficacité judiciaire, mais témoigne également d’une justice à deux vitesses.